# Osiedle Walentego Roździeńskiego

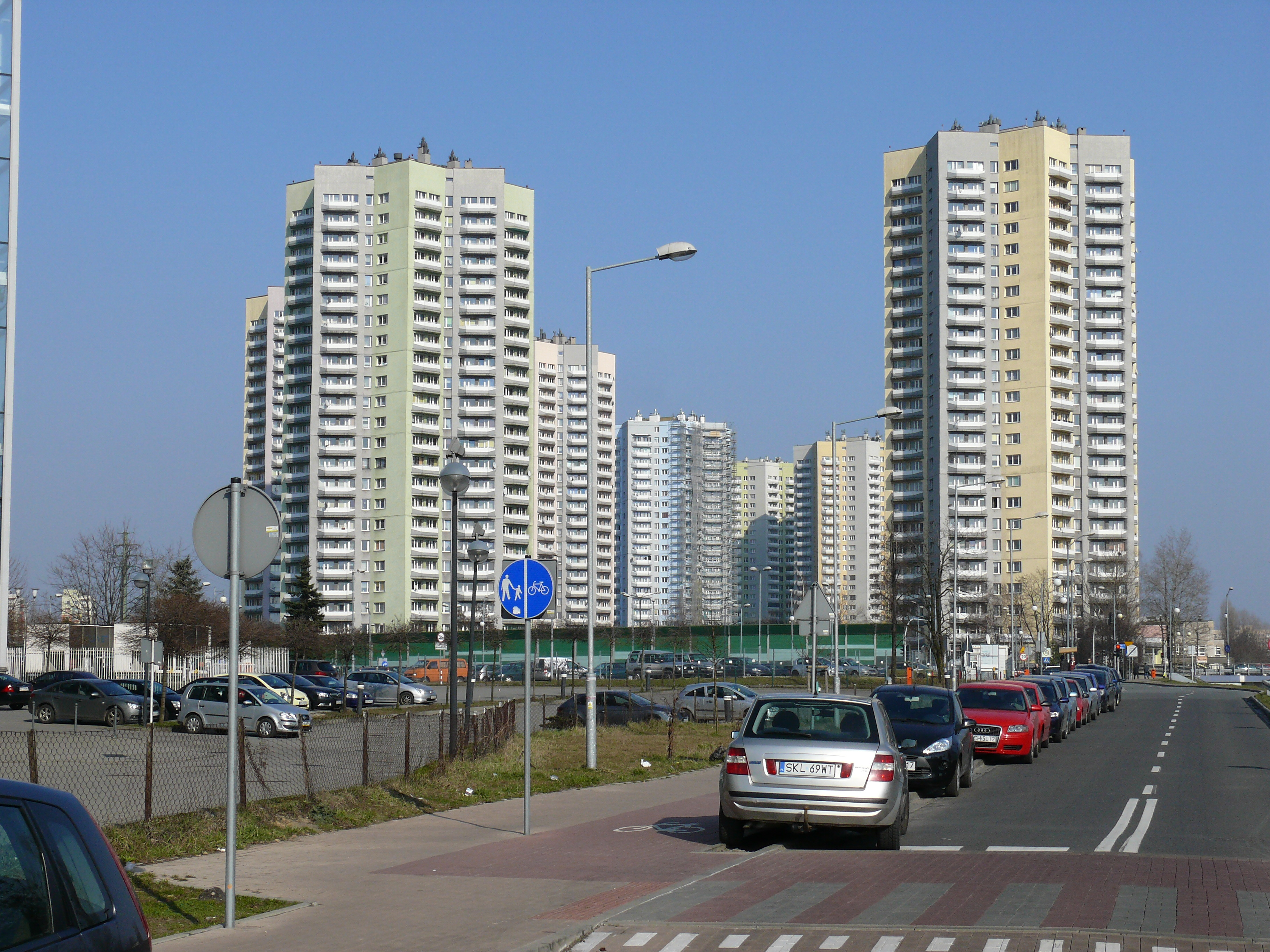
Die 7 „Sterne“ nach der Renovierung, vom Uni-Campus aus

Osiedle Walentego Roździeńskiego (übersetzt Walenty-Roździeński-Siedlung) ist eine Wohnsiedlung in Katowice an der gleichnamigen Aleja Walentego Roździeńskiego und wurde in den Jahren 1970–1978 errichtet. Benannt wurde die Straße und die Siedlung nach Walenty Roździeński.
Das besonders Markante an der Siedlung ist die Bauform der Häuser, insbesondere die der Punkthochhäuser Gwiazda 1–7. Gwiazda ist das polnische Wort für Stern. Der Name bezieht sich auf den Grundriss der Gebäude, der einen achtzackigen Stern darstellt. In der Siedlung existieren noch zwei kleinere Gebäude mit einem sternförmigen Grundriss, in denen unter anderem eine Schule und mehrere Geschäfte untergebracht sind.

## Gebäude 1–7
Die sieben Hochhäuser haben alle einen sternförmigen Grundriss, sind 81 m hoch, haben eine Nutzfläche von 18.720 m² und einen umbauten Raum von 55.456 m³. In jedem der sieben Gebäude leben etwa 600 Menschen. Von den 27 Geschossen stellen 24 Nutzgeschosse dar. Die einzelnen Gebäude unterscheiden sich unter anderem in ihrer Nutzung. So ist in den Gebäuden 2 und 5 jeweils ein Kindergarten untergebracht.

## Verweise

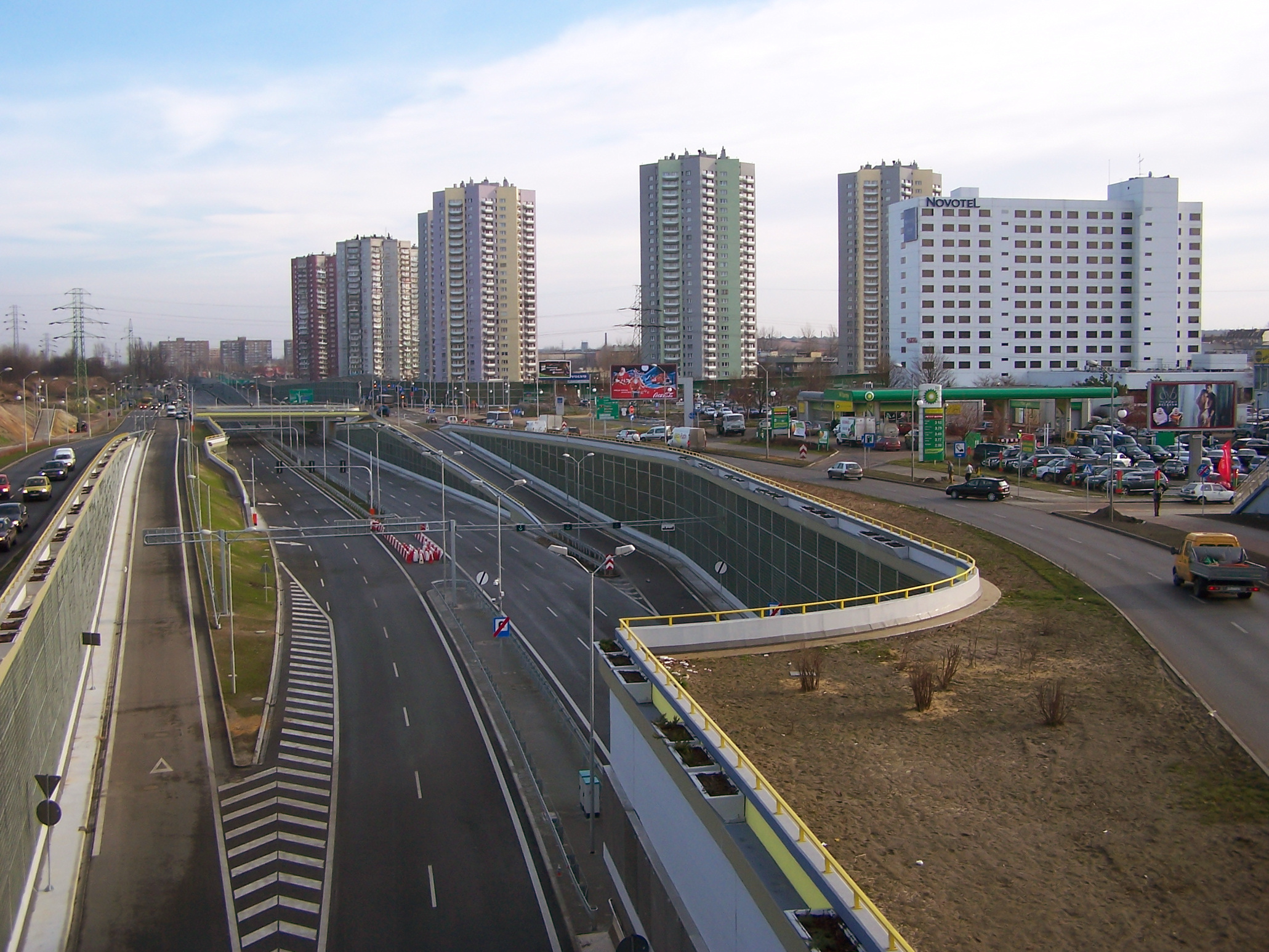
Die Siedlung Roździeńskiego mit der fertigen Schnellstraße DTŚ